# Lesperon
Lesperon ist eine französische Gemeinde mit 1030 Einwohnern (Stand: 1. Januar 2022) im Département Landes in der Region Nouvelle-Aquitaine. Sie gehört zum Arrondissement Mont-de-Marsan und zum Kanton Pays Morcenais Tarusate.

## Geographie
Die Gemeinde liegt etwa 30 Kilometer von den Stränden der Côte d’Argent entfernt im Wald von Landes an der Via Turonensis des Jakobswegs.
Durch die Gemeinde führt die Autoroute A63. 

## Bevölkerungsentwicklung
| Jahr                       | 1962 | 1968 | 1975 | 1982 | 1990 | 1999 | 2009 | 2017 |
| Einwohner                  | 1000 | 1018 | 1020 | 1016 | 996  | 864  | 993  | 1043 |
| Quellen: Cassini und INSEE |      |      |      |      |      |      |      |      |

## Sehenswürdigkeiten

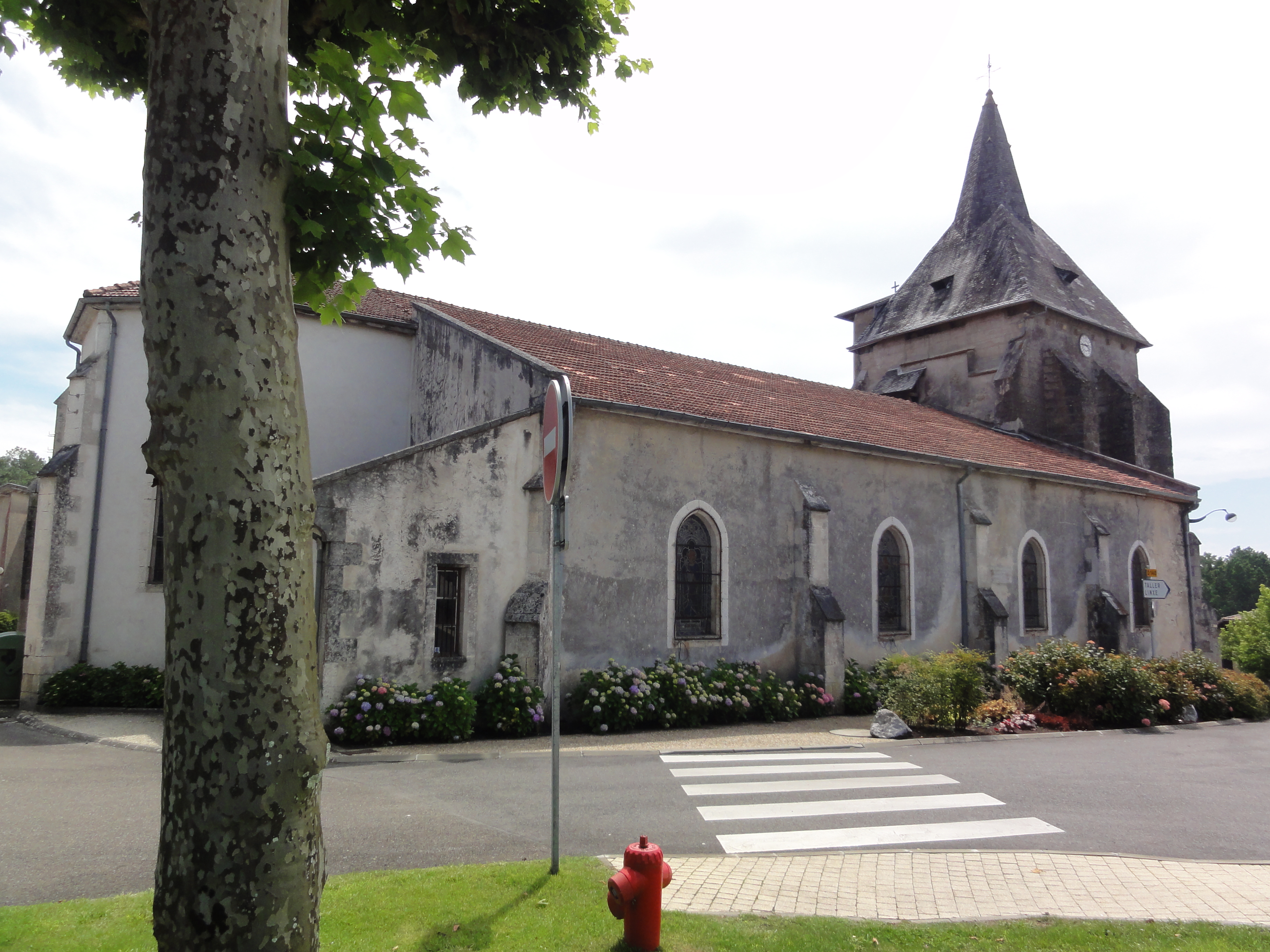
Kirche Saint-Hilaire

- Schloss Souquet
- Kirche Saint-Hilaire de Lesperon